# Syneurycope affinis
Syneurycope affinis är en kräftdjursart som beskrevs av Yakov Avadievich Birstein 1970. Syneurycope affinis ingår i släktet Syneurycope och familjen Munnopsidae. Inga underarter finns listade i Catalogue of Life.